# Martinho Lutero Galati
Martinho Lutero Galati de Oliveira (Governador Valadares, 29 de setembro de 1953 — São Paulo, 25 de março de 2020) foi um maestro brasileiro, criador e diretor da Rede Cultural Luther King (1970) em São Paulo, da Associação Cultural Tchova Xita Duma em Maputo (Moçambique) (1982) e do Coro Cantosospeso, em Milão (Itália) (1987).
Foi professor no Istituto di Musicologia di Milano e na Libera Università di Lingue e Comunicazione (IULM). Diretor do Forum Coral Mundial e do Forum Corale Europeo . Com título de Cidadão Paulistano, concedido pela Câmara Municipal de São Paulo e Cidadão Milanês concedido pelo Comune di Milano (Itália), possui também títulos honorários de Moçambique e do Estado do Vaticano. Diretor artístico do Coral Paulistano do Theatro Municipal de São Paulo de 2013 a 2016 e autor do livro Do gesto à gestão: um diálogo sobre maestros e liderança, em co-autoria com a maestrina Rita Fucci-Amato e com prefácio do maestro Isaac Karabtchevsky. Foi eleito presidente da Associação Brasileira de Regentes Corais para o mandato (2018/2020).
Morreu em 26 de março de 2020 em decorrência de uma parada cardíaca relacionada à infecção pelo novo coronavírus (COVID-19).

## Biografia

#### Formação
Aos dezesseis anos descobre a vocação para regência no fecundo ambiente musical paulista dos anos 1960, recebendo influência dos mestres Hans-Joachim Koellreutter, Klaus Dieter Wolf, Jonas Christensen, Roberto Schnorrenberg. Depois de concluir os estudos superiores de música no Conservatório Torquato di Tella, em Buenos Aires (Argentina), frequenta a Faculdade de História da USP. Entre 1980 e 1988, completa a sua especialização na Europa, estudando na Hungria e na Itália, onde foi discípulo de alguns dos principais músicos do século XX, absorvendo de cada um deles uma parte importante para sua formação. São eles: Luciano Berio, Franco Ferrara e Luigi Nono, com quem conviveu em Veneza por longos anos. Na Itália, também estudou semiótica com Umberto Eco. Em 1988, venceu o Premio André Segovia de regência em Santiago de Compostela (Espanha). Graduado em Pedagogia pela Universidade da Cidade de São Paulo.

#### Carreira
Sua carreira inclui a regência do Coro da Juventude Musical de São Paulo, direção musical da peça teatral Hair, direção da Orquestra do Vale do Paraíba . Cria o Movimento Cultural Rodrigues Alves, coordena o setor da zona sul de São Paulo no Movimento Mário de Andrade. Cria e dirige os Concertos Matinais nos Teatros de Bairro da Prefeitura de São Paulo. Em 1975 participa de um momento histórico regendo o Coro Luther King na missa de Vladimir Herzog na Catedral da Sé  . Vive na África, como pesquisador da UNESCO, lecionando regência e composição na Escola Nacional de Música de Moçambique, da qual foi fundador e primeiro diretor. Pesquisa música tradicional africana, produzindo o Cancioneiro Infantil Moçambicano editado pelo Instituto Nacional do Livro e do Disco, com capa do pintor Malangatana Ngwenya, adotado em todas as escolas maternais do país, empreitada que lhe rendeu elogios por parte do poeta Carlos Drummond de Andrade.
Em 1987 funda a Associazione Culturale Cantosospeso em Milão, com a qual realiza mais de 500 concertos em toda a Europa, dentre eles as primeiras audições italianas de obras como a Misa Criolla, de Ariel Ramírez, a Missa dos Quilombos, de Milton Nascimento, a Cantata Membra Jesu Nostri, de Buxtehude, O diário de Anne Franck, de L. Gamberini. Também conduziu a primeira audição mundial do Requiem de Esteban Salas e a primeira audição europeia da Missa Luba, da Missa Brevis, de Bernstein, e da Missa Orbis Factor, de Aylton Escobar. No Brasil, realizou a primeira audição nas Américas da Cantata Diário de Anne Frank, de L. Gamberini, a primeira audição mundial da Paixão segundo São Marcos, de Almeida Prado e a primeira turnê do compositor Ariel Ramírez como pianista nos concertos da sua Misa Criolla . Apresenta pela primeira vez a ópera Dido and Eneas, de Purcell, em São Paulo. Como maestro de grupos vocais e instrumentais, já fez turnês por diversos países, como Cuba, Alemanha, França, Portugal, Croácia, Burkina Faso e Quênia. Realiza turnê na Índia (Goa, Hampi e Bangalore) com 50 cantores brasileiros e italianos onde executa pela primeira vez o Requiem de W. A. Mozart junto a coros locais. Em 1988 vence o prêmio André Segóvia de Regência na Espanha.
Desenvolveu trabalhos musicais com alguns dos principais nomes do cenário brasileiro e mundial. No campo erudito Lella Cuberli, Luciana Serra, Celine Imbert. No campo popular Gilberto Gil, Naná Vasconcelos, Inezita Barroso, Sérgio Ricardo, Cristovão Bastos, Zizi Possi,  Marilia Medalha, Tito Martino, Fabiana Cozza, Ivan Vilela, Djalma Correa, Mauro Pagani, Miriam Makeba, Angélique Kidjo, Liz Mac Comb, Dino Salluzzi, Mouna Amari, entre outros.
A partir de 2013, à frente do Coral Paulistano Mário de Andrade, realizou diversos concertos de música popular e erudita em diferentes locais da cidade de São Paulo. Com o objetivo de territorializar a música coral, o grupo criou uma temporada de apresentações gratuitas em CEU's nas regiões periféricas da cidade além de realizar concertos gratuitos nas escadarias internas do Theatro Municipal de São Paulo. Em 2015, no Theatro, realiza a primeira execução integral das Missas de W. A. Mozart nas Américas. Cria e organiza a primeira Virada Coral de São Paulo integrada à Virada Cultural, constando 150 concertos em 48 horas ininterruptas. Participam 102 agrupamentos corais. Cria e dirige o projeto de difusão da música coral na cidade "CANTA São Paulo", ligado à rede de ensino público. Cria e dirige o projeto "SP Cidade Coral"  envolvendo os coros já constituídos na cidade.

## Publicações
- Do gesto à gestão: um diálogo sobre maestros e liderança - em coautoria com Rita Fucci-Amato e prefácio do maestro Isaac Karabtchevsky.[40]
- Cantosospeso: storia di un coro diverso.[41]
- Vamos cantar, crianças: Cancioneiro Infantil Moçambicano.[16]
- A música tradicional de Moçambique, INLD.

## Reconhecimento

#### Prêmios
- Prêmio André Segovia de regência em Santiago de Compostela, Espanha (1988).
- Coro Luther King - Prêmio APCA de melhor coro da cidade de São Paulo (2012).[42]

#### Honras
- Personalidade Musical do Ano, Maputo-Moçambique (1989).
- Commenda di San Luigi IX - Cidade do Vaticano (1990).[43]
- Benemerenza Civica, Milano-Italia (2002).[44]
- Título de Cidadão Paulistano (2010).[7][8]